# Xingar

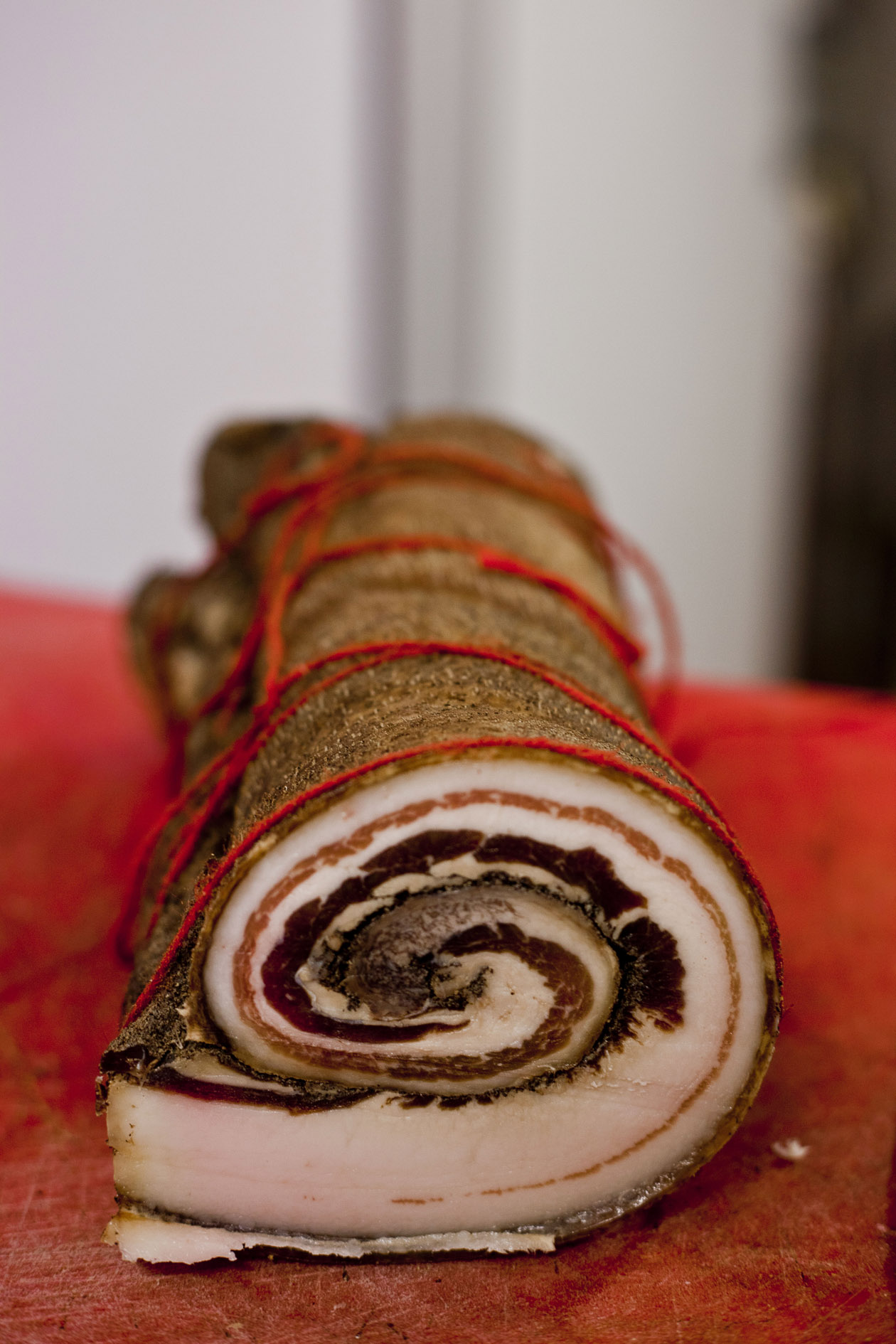
Xingar.

La xingar (prononcer comme « chinegarre ») est une tranche de jambon ou de lard, un aliment important dans le régime traditionnel des Basques. Il est également présent dans le terroir béarnais attenant ; on parlera alors de « chinegarre », employé au féminin.

## Étymologie
Xingar signifie lard ou jambon en basque. Ne pas confondre avec le Baionako xingarra qui est le jambon de Bayonne dans son entier.

## Origine
Il s'agit de fines tranches de viande de porc conservée par salaison. La xingar peut être taillé dans le jambon, ou dans du lard (ventrèche). Il est consommé frit à la poêle. On peut également le consommer taillé en lardons, ou bien dans de la soupe ou de la piperade.

## Production
Produit à partir du porc abattu l'hiver dans les maisons, à l'occasion de l'urde hiltzea ou « pelère », il joue un rôle important dans l'économie familiale.

## Consommation
L'arroltze ta xingar (œuf et lard), véritable bacon and eggs des Basques, est fréquemment consommé comme askari. Le talo ta xingar (talo à la ventrèche) est le sandwich chaud des fêtes populaires basques comme celle de Guéthary (Xingarraren gaua).
La xingar peut également accompagner la piperade.